# Jaguar Mark IV
Jaguar Mark IV — неофициальное собирательное название автомобилей, выпускавшихся с 1935 по 1949 год британской компанией SS Cars, позже переименованной в Jaguar Cars. Оно никогда не использовалось для обозначения автомобилей и было придумано позже для того, чтобы выделить выпущенные до появления Mark V модели.
В сентябре 1935 года в Лондоне был представлен первый автомобиль, носящий имя Jaguar: седан SS Jaguar 2½ litre  Saloon. Новое название было выбрано рекламным подразделением фирмы и затем одобрено руководством. Это был первый четырехдверный автомобиль компании, новое имя и новый кузов дополнялись новым двигателем, при этом цена модели была почти в два раза ниже, чем у конкурентов.
Через два года появился более дорогой и престижный SS Jaguar 3½ litre  Saloon с шестицилиндровым двигателем увеличенного рабочего объёма. Наряду с ним, был показан более простой и дешёвый SS Jaguar 1½ litre  Saloon с четырёхцилиндровым мотором на укороченном шасси . Все три модели также предлагались в варианте с открытым кузовом Drophead Coupé.
В марте 1945 года SS Cars была переименована в Jaguar Cars. Соответственно, автомобили, производство которых было возобновлено в начале 1946 года практически в довоенном виде, теперь не имели так всеми ненавистного SS в названии.

## Кузов и оборудование

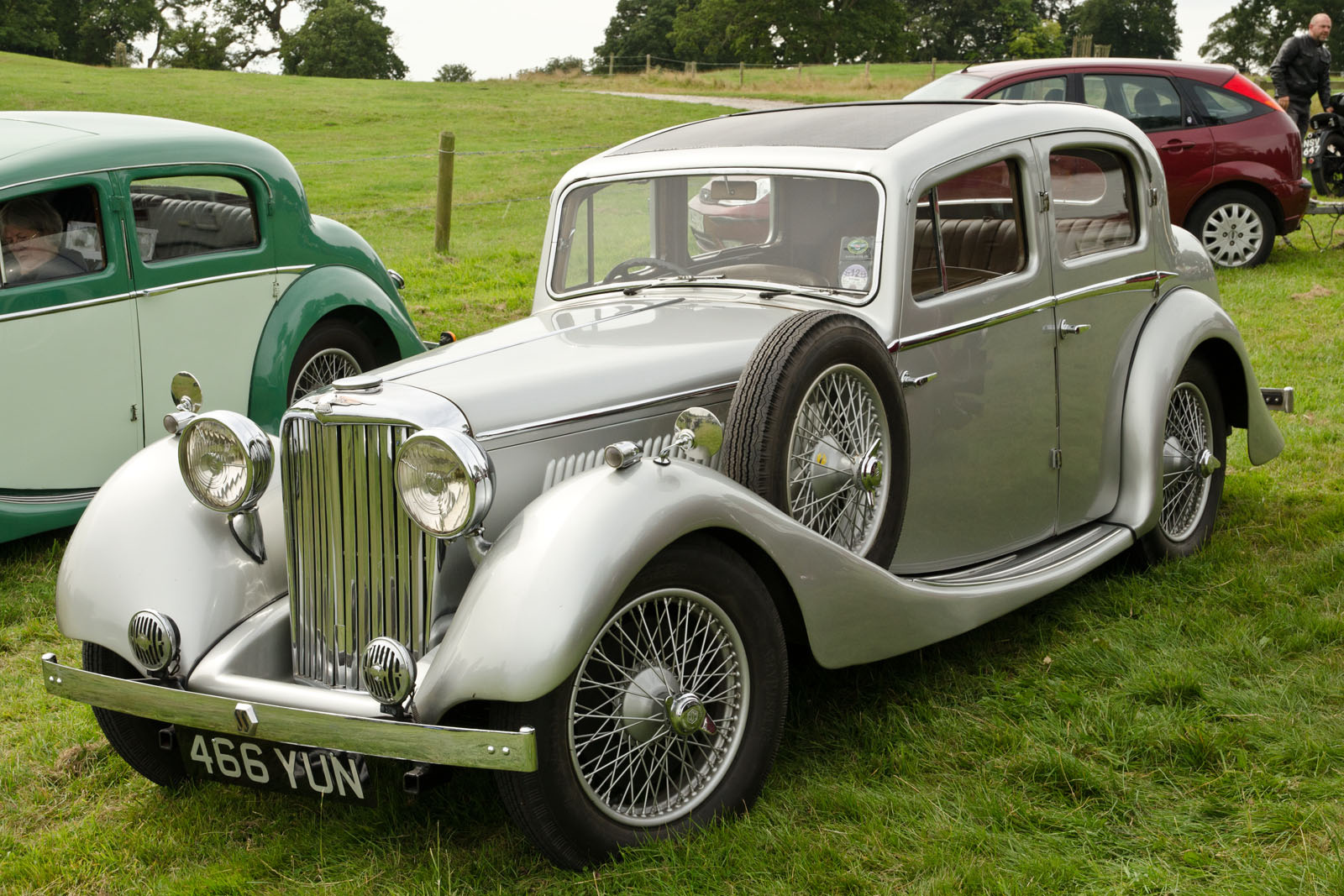
1936 SS Jaguar 1½ litre Saloon с наружным запасным колесом и без фигурки на радиаторе

По традиционной для того времени технологии кузов автомобиля изготавливался отдельно, а затем монтировался на собранное шасси, раму с установленными на неё двигателем с трансмиссией и ходовой частью. Стальная рама была выполнена из лонжеронов замкнутого сечения переменного профиля, между которыми были вварены поперечины из швеллеров.
Первоначально кузов изготавливался на деревянном каркасе. Снаружи к нему крепили металлические панели, внутри устанавливали шумоизоляцию и обивку. Но такая технология не позволяла выпускать автомобили массово. А успех новой модели требовал всё больше и больше автомобилей.
Начиная с 1938 года постепенно стали переходить к цельнометаллическому бескаркасному кузову. Наружные металлические панели теперь сваривали между собой, добавляли усилители и распорки, тщательно зачитали стыки, а затем готовый кузов отделывали изнутри. Хотя новый производственный процесс вызвал множество проблем, в конечном итоге он позволил резко увеличить производство.
Внутри автомобиль имел отделанную деревом переднюю панель с установленными по центру приборами, кожаные кресла со специальными пружинами внутри, раздельные спереди и цельный диван сзади, и ковровое покрытие всего пола. Вращением специальной рукоятки ветровое стекло можно было приоткрыть вверх. Для удобства водителя руль сдвигался вдоль оси, позволяя установить его в требуемое положение. Следует заметить, что автомобиль имел открывающиеся против хода движения все четыре двери, считалось, что так проще садиться.

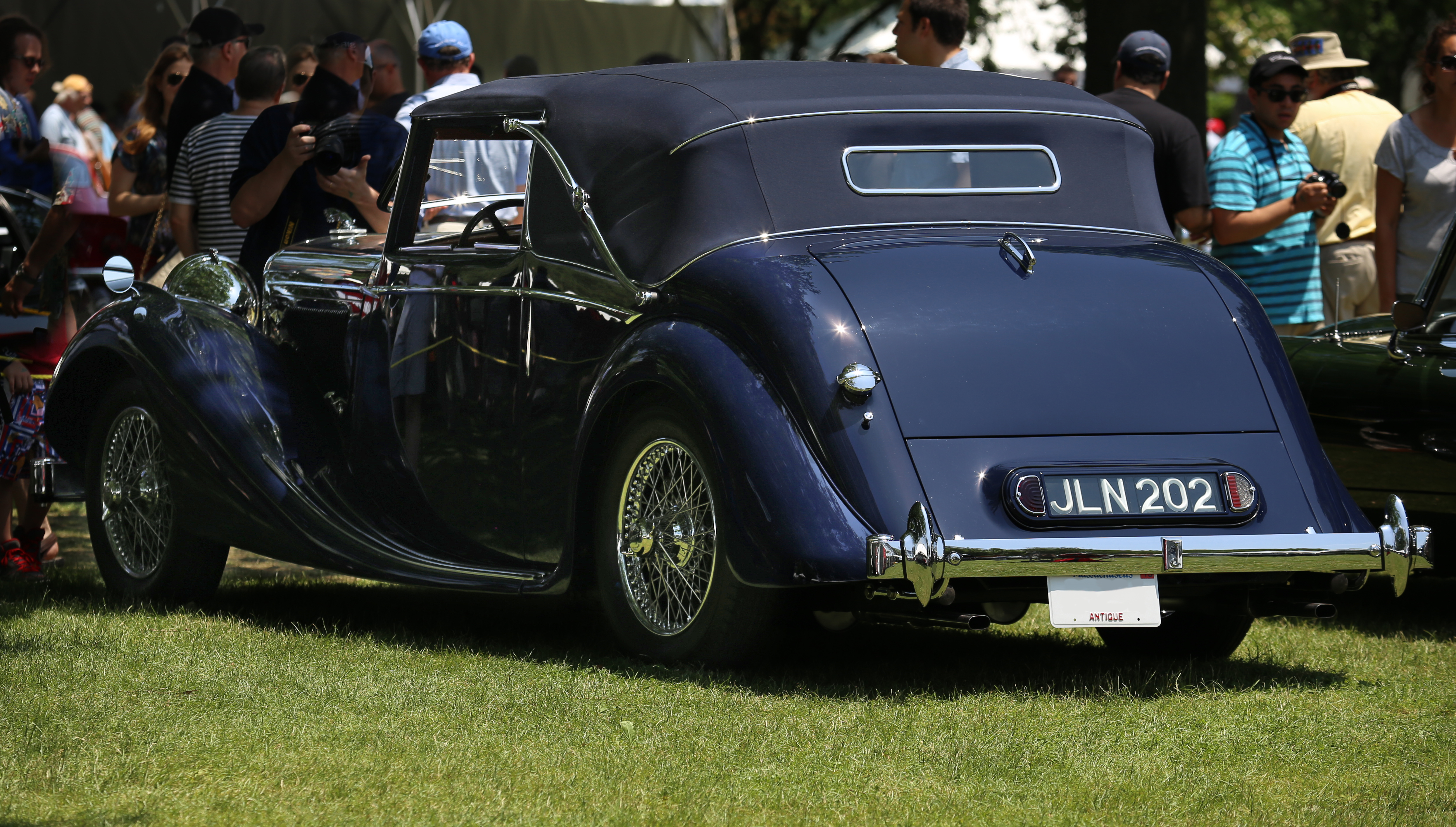
Послевоенный Jaguar 3½ litre Drophead Coupé, запасное колесо спрятано за номерным знаком

Одно из заметных отличий автомобилей более позднего выпуска — отсутствие запасного колеса снаружи на подножке.  Теперь оно было спрятано в специальной нише под багажником, в промежутке между лонжеронами расширенной сзади и удлинённой рамы, и закрывалось откидывающейся крышкой. Также, на предвоенные автомобили стали устанавливать систему отопления и вентиляции, а передние сиденья получили регулировку по высоте. Внешне автомобили с разными двигателями мало отличались друг от друга, а размеры салона их были полностью идентичны.
К этому же времени (1937—1938 гг.) относится появление фигурки прыгающей кошки на пробке радиатора, придуманной Фредериком Гордоном Кросби (англ. Frederick Gordon Crosby), иллюстратором журнала Autocar.
Открытые модели Drophead Coupé поначалу представляли собой старый кузов, смонтированный на новом шасси. В дальнейшем кузов кабриолета стали изготавливать по той же технологии, что и кузов седана, но по-прежнему на деревянном каркасе. Этот двухдверный кузов был роскошно отделан и имел лишь немного меньше места внутри, часть которого была отдана складывающемуся верху. Тент можно было полностью сложить, полностью поднять или зафиксировать в промежуточном положении, накрыв только задних пассажиров, как у Coupé de ville.
| Габариты и вес                           | Габариты и вес         | Габариты и вес        | Габариты и вес      | Габариты и вес        | Габариты и вес             | Габариты и вес       |
| Модель                                   | Длина                  | Ширина                | Высота              | Колёсная база         | Сухой вес                  | Годы выпуска         |
| ---------------------------------------- | ---------------------- | --------------------- | ------------------- | --------------------- | -------------------------- | -------------------- |
| SS Jaguar 1½ litre Saloon                | 13 ф. 11 д. (4240 мм)  | 4 ф. 10 д. (1470 мм)  | -                   | 9 футов (2700 мм)     | -                          | 1936—1937            |
| SS Jaguar 2½ litre Saloon                | 14 ф. 10 д. (4520 мм)  | 5 ф. 7 д. (1702 мм)   | -                   | 9 ф. 11 д. (3020 мм)  | -                          | 1936—1937            |
| SS Jaguar 2½ litre Drophead Coupé        | 15 ф. 3.5 д. (4700 мм) | 5 ф. 5.5 д. (1664 мм) | -                   | 9 ф. 11 д. (3020 мм)  | -                          | 1936—1937            |
|                                          |                        |                       |                     |                       |                            |                      |
| Jaguar 1½ litre Saloon                   | 14 ф. 5 д. (4390 мм)   | 5 ф. 5.5 д. (1664 мм) | 5 футов (1524 мм)   | 9 ф. 4.5 д. (2900 мм) | 25 хандредвейтов (1270 кг) | 1938—1939, 1946—1949 |
| Jaguar 1½ litre Drophead Coupé           | 14 ф. 5 д. (4390 мм)   | 5 ф. 5.5 д. (1664 мм) | 5 футов (1524 мм)   | 9 ф. 4.5 д. (2900 мм) | 25 хандредвейтов (1270 кг) | 1938—1939, 1946—1949 |
| Jaguar 2½ litre, 3½ litre Saloon         | 15 ф. 6 д. (4720 мм)   | 5 ф. 6 д. (1680 мм)   | 5 ф. 1 д. (1550 мм) | 10 футов (3048 мм)    | 31½ хандредвейта (1600 кг) | 1938—1939, 1946—1949 |
| Jaguar 2½ litre, 3½ litre Drophead Coupé | 15 ф. 6 д. (4720 мм)   | 5 ф. 6 д. (1680 мм)   | 5 ф. 1 д. (1550 мм) | 10 футов (3048 мм)    | 31½ хандредвейта (1600 кг) | 1938—1939, 1946—1949 |

## Двигатели и трансмиссия
Новые автомобили требовали более мощного и современного мотора, вместо архаичных двигателей Standard с боковой камерой сгорания (SV), которые компания SS Cars ставила на свои первые модели. Для разработки такого мотора был приглашён известный конструктор мотоциклетных двигателей Гарри Уэслейк (Harry Weslake). Он установил на существующий блок новую головку цилиндров с верхними клапанами, приводимыми в действие толкателями от нижнего распредвала (OHV). Получился очень удачный двигатель, который  развивал более 100 л.с. Первоначально новый мотор по-прежнему производился на мощностях Standard, но перед самой войной Jaguar выкупил всё производство.
Рядный шестицилиндровый двигатель имел блок цилиндров, изготовленный из износостойкого (хромистого) чугуна. Внутри блока располагался полноопорный коленчатый вал, рядом с ним — нижний распредвал, который с помощью толкателей и коромысел приводил в действие расположенные в головке клапаны. Мотор имел жидкостную систему охлаждения с термостатом. Погруженный масляный насос обеспечивал смазку двигателя под давлением и полную его циркуляцию через фильтр. Питался двигатель от сдвоенного карбюратора SU с электроприводом воздушной заслонки, система зажигания со свечами и распределителем была производства Lucas. Двойная выхлопная система включала в себя четыре глушителя.
Более простая модель Jaguar 1½ litre первоначально комплектовалась старым двигателем Standard, а с 1938 года получила четырёхцилиндровую версию нового мотора.
К двигателю была пристыкована четырёхступенчатая механическая коробка с синхронизаторами на всех, кроме первой передачах. От неё цельный карданный вал передавал вращение на задний мост. Одним из существенных послевоенных изменений стало применение гипоидной главной передачи в заднем мосту начиная с 1946 года.
| Двигатели       | Двигатели | Двигатели     | Двигатели          | Двигатели              | Двигатели                    | Двигатели            |
| Модель          | Цилиндров | Рабочий объём | Клапанный механизм | Максимальная мощность  | Максимальный крутящий момент | Годы                 |
| --------------- | --------- | ------------- | ------------------ | ---------------------- | ---------------------------- | -------------------- |
| Jaguar 1½ litre | 4         | 1608 см³      | SV                 | 50 л.с. / 4000 об/мин  | -                            | 1936—1937            |
| Jaguar 1½ litre | 4         | 1776 см³      | OHV                | 65 л.с. / 4600 об/мин  | 130 Н м / 2500 об/мин        | 1938—1939, 1946—1949 |
| Jaguar 2½ litre | 6         | 2663 см³      | OHV                | 102 л.с. / 4700 об/мин | 182 Н м / 2500 об/мин        | 1938—1939, 1946—1949 |
| Jaguar 3½ litre | 6         | 3485 см³      | OHV                | 125 л.с. / 4500 об/мин | 241 Н м / 2500 об/мин        | 1938—1939, 1946—1949 |

## Ходовая часть

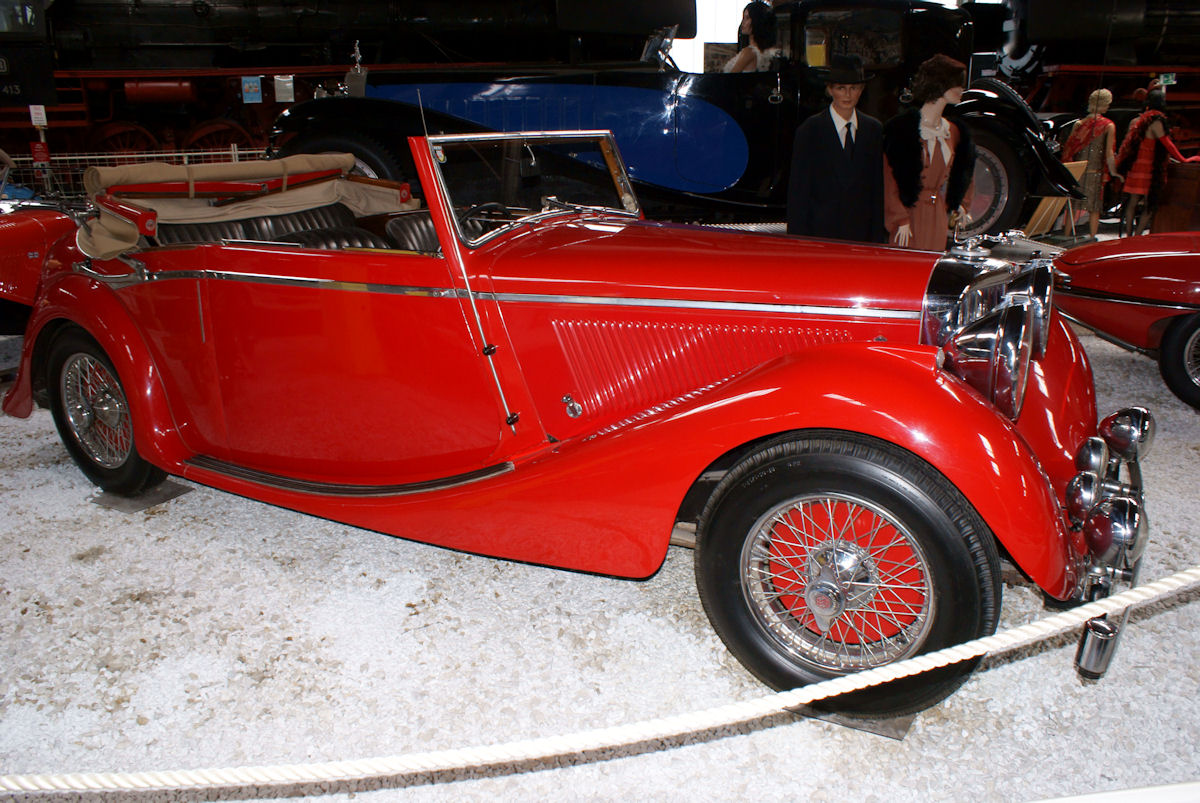
SS Jaguar 2½ litre Drophead Coupé 1938 года, хорошо видны колёса со спицами, крепящиеся одной гайкой и огромные тормозные барабаны

В передней и задней зависимых подвесках использовались длинные полуэллиптические рессоры в качестве упругих элементов и гидравлические рычажные амортизаторы. Задние части передних рессор скользили в резиновых подушках вместо качания на серьгах, что ограничивало их боковые перемещения, улучшая управляемость автомобиля. Здание рессоры были установлены внутри рамы автомобиля, позволив сделать его немного ниже. На более поздних моделях листы рессор получили свинцовое покрытия, снижавшее внутреннее трение и защищавшее их от коррозии.
Использовалось рулевое управление без усилителя с червячным рулевым механизмом.
В тормозной системе с механическим приводом применялись новые барабанные тормозные механизмы. Вместо тормозов Bendix с эксцентриковым приводом применялись тормоза Girling с более эффективным клиновым разжимом. Такая конструкция в сочетании с увеличенными 13-дюймовыми (330 мм), а позже 14-дюймовыми (355 мм) оребрёнными барабанами сделала тормоза значительно эффективнее. Более простая и лёгкая модель Jaguar 1½ litre оснащалась меньшими, 12-дюймовыми (305 мм) тормозными механизмами.
Применялись 18-дюймовые колёса со спицами, крепящиеся одной центральной гайкой.

## Производство
| Модель                            | Даты            | Произведено |
| --------------------------------- | --------------- | ----------- |
| SS Jaguar 1½ litre Saloon         | 02.1936—07.1939 | 3754        |
| Jaguar 1½ litre Saloon            | 09.1945—02.1949 | 5761        |
| SS Jaguar 1½ litre Drophead Coupé | 03.1938—06.1939 | 643         |
| Всего                             | 1½ litre Saloon | 9515        |
| SS Jaguar 2½ litre Saloon         | 10.1935—07.1937 | 3444        |
| SS Jaguar 2½ litre Saloon         | 10.1937—07.1939 | 1577        |
| Jaguar 2½ litre Saloon            | 01.1946—02.1949 | 1757        |
| SS Jaguar 2½ litre Drophead Coupé | 04.1936—06.1939 | 279         |
| Jaguar 2½ litre Drophead Coupé    | 03.1948—11.1948 | 104         |
| Всего                             | 2½ litre Saloon | 6778        |
| SS Jaguar 3½ litre Saloon         | 10.1937—07.1939 | 1065        |
| Jaguar 3½ litre Saloon            | 01.1946—02.1949 | 3860        |
| SS Jaguar 3½ litre Drophead Coupé | 03.1938—07.1939 | 241         |
| Jaguar 3½ litre Drophead Coupé    | 12.1947—09.1947 | 560         |
| Всего                             | 3½ litre Saloon | 4925        |
| Всего                             | Drophead Coupé  | 1827        |
| Всего                             | Saloon          | 21 218      |
| Всего                             |                 | 23 045      |